# Lotte Tarp
Ann-Charlotte (Lotte) Tarp, ursprungligen Rising, född 14 februari 1945 i Århus, död 24 oktober 2002 i Köpenhamn, var en dansk skådespelare och författare. 
Lotte Tarp var dotter till sminkösen Åse Rising och den tyske officeren Wolfgang Haug; fadern kallades in till östfronten och modern gifte sig sedan med tonsättaren Svend Erik Tarp. 
Hon inledde sin karriär som en 16-årig blond bimbo och avslutade den som respekterad författare. Hon medverkade i drygt 30 långfilmer och skrev ett antal filmmanus, därtill två självbiografiska böcker. Salvador Dali uppmärksammade Tarp tidigt och hon kom att ingå i hans konstprojekt Da Da Dali 1965. Lotte Tarp var gift 1967–1976 med författaren Henrik Stangerup och från 1997 med jazzpianisten Niels Jørgen Steen. I första äktenskapet föddes sonen Jacob 1971. 

## Filmografi (urval)
- 1962 – Den kära familjen

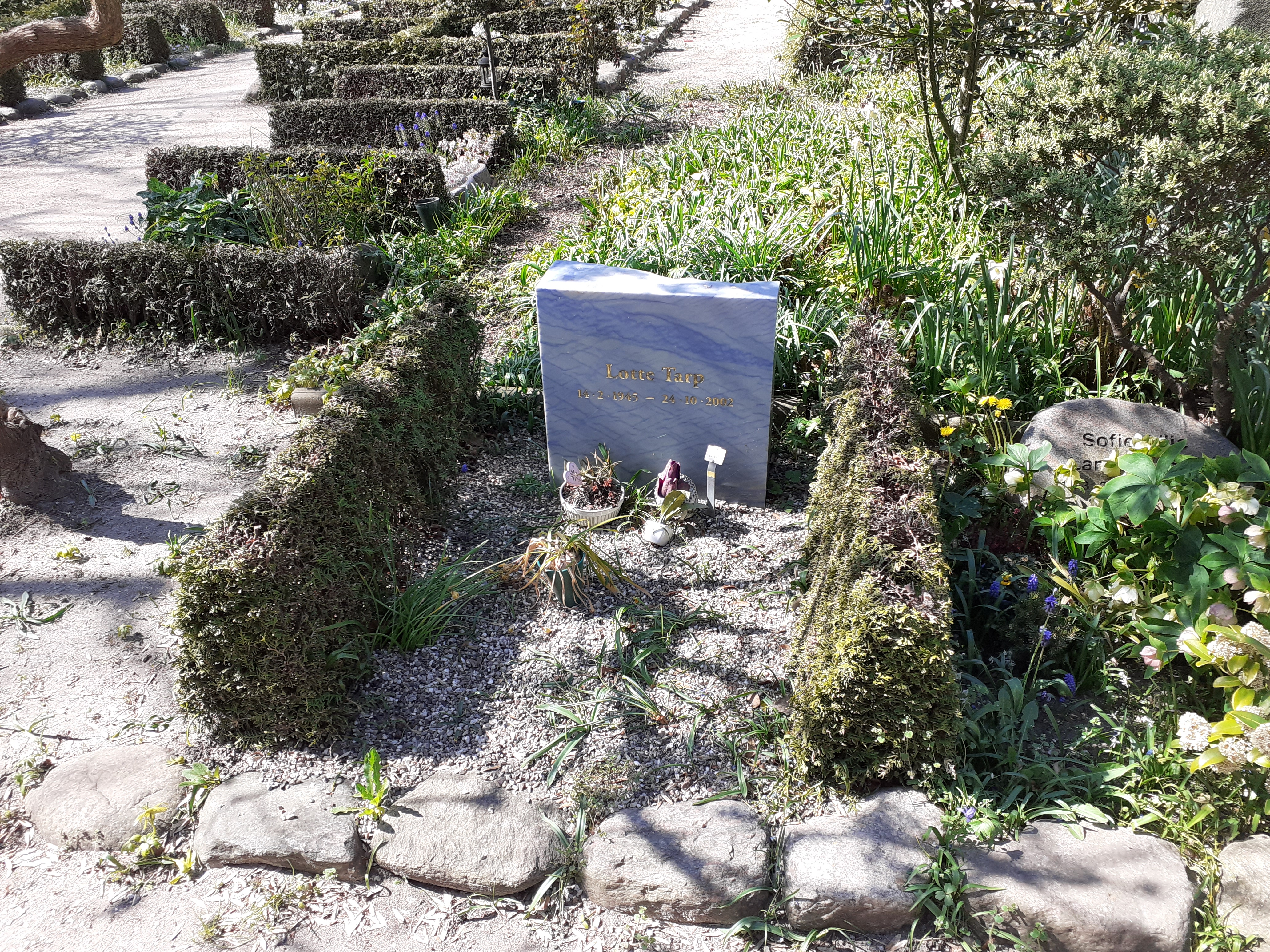
Lotte Tarps grav på Holmens kyrkogård.

- 1964 – Premiär i helvetet/ 490 Sex
- 1965 – Morianerna
- 1967 – Människor möts och ljuv musik uppstår i hjärtat
- 1967 – The Jokers
- 1970 – Giv Gud en chance om søndagen
- 1972 – Farlig kyss
- 1976 – Hjerter er trumf
- 1978 – Strandfyndet (TV-serie)
- 1980 – N.P. Möller (TV-serie)
- 1980 – Elva timmar i en kvinnas liv
- 1984 – Bakom jalusin
- 1989 – En håndfull tid